# Anita O'Day
Anita Belle Colton, más conocida como Anita O'Day (Chicago, 18 de octubre de 1919-Los Ángeles, California, 23 de noviembre de 2006), fue una cantante estadounidense de jazz. Se trata de una de las principales voces femeninas del jazz. Su estilo es tradicional, y oscila entre el swing y el bop; tiene un gran sentido de la improvisación y del ritmo. Su voz era ligeramente grave y siempre suave.
Su primera aparición en una big band rompió con la imagen tradicional de las vocalistas femeninas, y se situó a un nivel similar al de los otros músicos del grupo.

## Reseña biográfica
Animada por su madre, entró desde muy joven en el mundo de la música a través de varios concursos en los que participaba tanto como bailarina como cantante. Tras malas experiencias en breves estancias con Benny Goodman y Raymond Scott, O'Day consiguió un puesto en la orquesta de Gene Krupa en 1941. Varias semanas más tarde, Krupa contrató al trompetista Roy Eldridge, formándose un trío que alcanzó grandes éxitos como «Let Me Off Uptown», «Boogie Blues» y «Just a Little Bit South of North Carolina». Estuvo también durante un breve periodo con Woody Herman para regresar otra vez con Krupa, hasta abandonarle otra vez en 1943. Estuvo con Stan Kenton en 1944 y, finalmente, antes de su iniciar su carrera en solitario en 1946, otra vez con Krupa.
Su carrera explosionó en 1955 con su primer disco (el primero que, además, editó Verve) titulado Anita (o This Is Anita). Anita O'Day fue siempre mucho más apreciada en el mundo del jazz que en el del pop, y así frecuentó las actuaciones en los festivales de jazz, apareciendo junto a figuras como Louis Armstrong, Thelonious Monk y George Shearing. Su actuación en el Newport Jazz Festival de 1958 la convirtió en famosa en todo el mundo tras estrenarse una película documental sobre ese festival titulada Jazz on a Summer's Day.
La serie de catorce discos para Verve durante los años cincuenta y sesenta convirtieron a Anita O'Day en una de las más distintivas, seguidas y exitosas vocalistas de su tiempo, solo superada por Frank Sinatra y Ella Fitzgerald. Trabajó con múltiples arreglistas y en muy variados estilos, incluyendo una colaboración llena de swing con Billy May (Anita O'Day Swings Cole Porter with Billy May), un disco íntimo con The Oscar Peterson Quartet (Anita Sings the Most), varios tradicionales con la Buddy Bregman Orchestra (Pick Yourself Up, Anita), uno de orientación cool con Jimmy Giuffre (Cool Heat) e incluso uno con ritmos latinos con Cal Tjader (Time for Two). 
Hacia 1967, Anita O'Day tuvo que detener su carrera debido al extremo agotamiento físico derivado de su intensa actividad artística y estilo de vida, y de su adicción a la heroína.
Tras pasar varios años controlando sus adicciones a las drogas y al alcohol, regresó a los escenarios en el Festival de Jazz de Berlín de 1970 y a comienzos de los setenta con varios discos de estudio y en directo, muchos de ellos grabados en Japón y algunos realizados por su propio sello discográfico, Emily Records. Ha seguido grabando hasta los años noventa.
Publicó su autobiografía en 1981, titulada High Times, Hard Times.

## Selección discográfica
- 1955: This Is Anita	(Verve)

- 1956: Pick Yourself Up with Anita O'Day	(Verve)

- 1957: Anita Sings the Most	(Verve)

- 1958: Anita O'Day Sings the Winners	(Universal/Polygram)

- 1959: Cool Heat	 	(Verve)

- 1961: All the Sad Young Men	(Verve)

- 1962: Anita O'Day and the Three Sounds	 	(Verve)

- 1976: Anita O'Day Live (Star Line)